# Jamaica Papa Curvin
Jamaica Papa Curvin, eigentlich Curvin Merchant (* 1943 in Harewood, Jamaika) ist ein jamaikanischer Reggaemusiker. Er ist besonders in Deutschland bekannt und ist oft auf Tournee. Papa Curvin wird als „Germanys Grandfather of Roots Rock Reggae“ bezeichnet, da er schon in den 70er Reggae-Musik in Deutschland spielte und 1975 das Reggae Center in Hamburg gründete. Er reiste früher als Schiffsmusiker und gelangte so nach Hamburg. 2005 konnte er beim ersten Reggaegrammy in Hamburg einen Preis erringen. In alten Fernsehaufzeichnungen trat er oft als Schlagzeuger der Band Boney M. in Erscheinung. Er baute sich hier ein Studio auf und veröffentlichte eine Reihe von Alben. Zudem erfand er die X Mas Reggae Show die 2018 zum 33. Mal in Folge stattfindet und auf der er bis 2012 regelmäßig am Heiligabend mit anderen Künstlern auftrat.

## Diskographie
- 1986: Unity
- 1989: Live
- 1992: Celebration
- 1996: Heavy Load
- 1999: 4000 Days
- 2003: Live
- 2009: Questions